# Liste des héritiers du trône d'Aragon
Cet article donne la liste des héritiers du trône d'Aragon depuis la fondation du royaume d'Aragon en 1035 jusqu'à son absorption dans le royaume d'Espagne en 1516. Les règles de succession ont inclus la loi salique en vertu de la primogéniture agnatique, sauf de 1137 à 1157 et de 1479 à 1516 lorsque les droits des femmes ont été reconnus. Les héritiers mâles ont porté le titre de prince de Gérone, créé en 1351 sur décision du roi Pierre IV en faveur du premier descendant mâle du monarque, qui est aujourd'hui porté par les héritiers du trône d'Espagne.

## Liste des héritiers par dynastie
Le nom de la dynastie indiqué se réfère au souverain alors en place. Les héritiers peuvent appartenir à d'autres dynasties.
Les héritiers qui sont montés par la suite sur le trône sont indiqués en gras. 

### Maison Jiménez (1035-1164)
| Héritier                                         | Héritier                                            | Parenté avec le monarque                         | Devient héritier                                 | Cesse d'être héritier                            | Durée                                            | 2e dans l'ordre de succession parenté avec l'héritier, dates | Nom du monarque dates de règne                      |
| Portrait                                         | Nom                                                 | Parenté avec le monarque                         | Devient héritier                                 | Cesse d'être héritier                            | Durée                                            | 2e dans l'ordre de succession parenté avec l'héritier, dates | Nom du monarque dates de règne                      |
| ------------------------------------------------ | --------------------------------------------------- | ------------------------------------------------ | ------------------------------------------------ | ------------------------------------------------ | ------------------------------------------------ | ------------------------------------------------------------ | --------------------------------------------------- |
| Aucun héritier (18 octobre 1035 - vers 1043)     | Aucun héritier (18 octobre 1035 - vers 1043)        | Aucun héritier (18 octobre 1035 - vers 1043)     | Aucun héritier (18 octobre 1035 - vers 1043)     | Aucun héritier (18 octobre 1035 - vers 1043)     | Aucun héritier (18 octobre 1035 - vers 1043)     | Aucun héritier (18 octobre 1035 - vers 1043)                 | Ramire Ier (18 octobre 1035 - 8 mai 1063)           |
|                                                  | Sanche futur Sanche Ier                             | fils                                             | vers 1043 sa naissance                           | 8 mai 1063 son avènement                         | environ 20 ans                                   | aucun (vers 1043 - vers 1046)                                | Ramire Ier (18 octobre 1035 - 8 mai 1063)           |
| García son frère (vers 1046 - 8 mai 1063)        | Sanche futur Sanche Ier                             | fils                                             | vers 1043 sa naissance                           | 8 mai 1063 son avènement                         | environ 20 ans                                   |                                                              | Ramire Ier (18 octobre 1035 - 8 mai 1063)           |
|                                                  | García                                              | frère                                            | 8 mai 1063 avènement de son frère                | vers 1068 naissance de son neveu                 | environ 5 ans                                    | aucun                                                        | Sanche Ier (8 mai 1063 - 4 juin 1094)               |
|                                                  | Pierre futur Pierre Ier                             | fils                                             | vers 1068 sa naissance                           | 4 juin 1094 son avènement                        | environ 26 ans                                   | García son oncle (vers 1068 - vers 1071)                     | Sanche Ier (8 mai 1063 - 4 juin 1094)               |
| Ferdinand son demi-frère (vers 1071 - vers 1086) | Pierre futur Pierre Ier                             | fils                                             | vers 1068 sa naissance                           | 4 juin 1094 son avènement                        | environ 26 ans                                   |                                                              | Sanche Ier (8 mai 1063 - 4 juin 1094)               |
| Pierre son fils (vers 1086 - 4 juin 1094)        | Pierre futur Pierre Ier                             | fils                                             | vers 1068 sa naissance                           | 4 juin 1094 son avènement                        | environ 26 ans                                   |                                                              | Sanche Ier (8 mai 1063 - 4 juin 1094)               |
|                                                  | Pierre                                              | fils                                             | 4 juin 1094 avènement de son père                | 1er février 1104 son décès                       | 9 ans, 7 mois et 28 jours                        | Alphonse son oncle                                           | Pierre Ier (4 juin 1094 - 28 septembre 1104)        |
|                                                  | Alphonse futur Alphonse Ier                         | demi-frère                                       | 1er février 1104 décès de son neveu              | 28 septembre 1104 son avènement                  | 7 mois et 27 jours                               | Ramire son frère                                             | Pierre Ier (4 juin 1094 - 28 septembre 1104)        |
|                                                  | Ramire futur Ramire II                              | frère                                            | 28 septembre 1104 avènement de son frère         | 7 septembre 1134 son avènement                   | 29 ans, 11 mois et 10 jours                      | aucun                                                        | Alphonse Ier (28 septembre 1104 - 7 septembre 1134) |
| Aucun héritier (7 septembre 1134 - 11 août 1137) | Aucun héritier (7 septembre 1134 - 11 août 1137)    | Aucun héritier (7 septembre 1134 - 11 août 1137) | Aucun héritier (7 septembre 1134 - 11 août 1137) | Aucun héritier (7 septembre 1134 - 11 août 1137) | Aucun héritier (7 septembre 1134 - 11 août 1137) | Aucun héritier (7 septembre 1134 - 11 août 1137)             | Ramire II (7 septembre 1134 - 16 août 1157)         |
|                                                  | Pétronille, comtesse de Barcelone future Pétronille | fille                                            | 11 août 1137 désignée héritière                  | 16 août 1157 son avènement                       | 20 ans et 5 jours                                | aucun (11 août 1137 - 4 mai 1152)                            | Ramire II (7 septembre 1134 - 16 août 1157)         |
| Pierre son fils (4 mai 1152 - 16 août 1157)      | Pétronille, comtesse de Barcelone future Pétronille | fille                                            | 11 août 1137 désignée héritière                  | 16 août 1157 son avènement                       | 20 ans et 5 jours                                |                                                              | Ramire II (7 septembre 1134 - 16 août 1157)         |
|                                                  | Pierre                                              | fils                                             | 16 août 1157 avènement de sa mère                | vers 1158 son décès                              | environ 1 an                                     | Alphonse son frère                                           | Pétronille (16 août 1157 - 18 juillet 1164)         |
|                                                  | Alphonse, comte de Barcelone futur Alphonse II      | fils                                             | vers 1158 décès de son frère                     | 18 juillet 1164 son avènement                    | environ 6 ans                                    | Pierre son frère                                             | Pétronille (16 août 1157 - 18 juillet 1164)         |

### Maison de Barcelone (1164-1410)
Avec l'avènement de Jacques II sur le trône de Sardaigne le 4 avril 1297, la liste des héritiers des trônes d'Aragon et de Sardaigne se confond jusqu'à la fondation du royaume d'Espagne le 14 mars 1516. 
| Héritier                                                                            | Héritier                                   | Parenté avec le monarque | Devient héritier                           | Cesse d'être héritier                                 | Durée                      | 2e dans l'ordre de succession parenté avec l'héritier, dates               | Nom du monarque dates de règne                    |
| Portrait                                                                            | Nom                                        | Parenté avec le monarque | Devient héritier                           | Cesse d'être héritier                                 | Durée                      | 2e dans l'ordre de succession parenté avec l'héritier, dates               | Nom du monarque dates de règne                    |
| ----------------------------------------------------------------------------------- | ------------------------------------------ | ------------------------ | ------------------------------------------ | ----------------------------------------------------- | -------------------------- | -------------------------------------------------------------------------- | ------------------------------------------------- |
|                                                                                     | Raimond-Bérenger, comte de Provence        | frère                    | 18 juillet 1164 avènement de son frère     | juillet 1178 naissance de son neveu                   | environ 14 ans             | Sanche, comte de Cerdagne son frère                                        | Alphonse II (18 juillet 1164 - 25 avril 1196)     |
|                                                                                     | Pierre futur Pierre II                     | fils                     | juillet 1178 sa naissance                  | 25 avril 1196 son avènement                           | environ 17 ans et 9 mois   | Raimond-Bérenger, comte de Provence son oncle (juillet 1178 - vers 1180)   | Alphonse II (18 juillet 1164 - 25 avril 1196)     |
| Alphonse, comte de Provence son frère (vers 1180 - 25 avril 1196)                   | Pierre futur Pierre II                     | fils                     | juillet 1178 sa naissance                  | 25 avril 1196 son avènement                           | environ 17 ans et 9 mois   |                                                                            | Alphonse II (18 juillet 1164 - 25 avril 1196)     |
|                                                                                     | Alphonse, comte de Provence                | frère                    | 25 avril 1196 avènement de son frère       | 2 février 1208 naissance de son neveu                 | 11 ans, 9 mois et 8 jours  | Ferdinand son frère (25 avril 1196 - vers 1198)                            | Pierre II (25 avril 1196 - 12 septembre 1213)     |
| Raimond-Bérenger son fils (vers 1198 - 2 février 1208)                              | Alphonse, comte de Provence                | frère                    | 25 avril 1196 avènement de son frère       | 2 février 1208 naissance de son neveu                 | 11 ans, 9 mois et 8 jours  |                                                                            | Pierre II (25 avril 1196 - 12 septembre 1213)     |
|                                                                                     | Jacques futur Jacques Ier                  | fils                     | 2 février 1208 sa naissance                | 12 septembre 1213 son avènement                       | 5 ans, 7 mois et 10 jours  | Alphonse, comte de Provence son oncle (2 février 1208 - 2 février 1209)    | Pierre II (25 avril 1196 - 12 septembre 1213)     |
| Raimond-Bérenger, comte de Provence son cousin (2 février 1209 - 12 septembre 1213) | Jacques futur Jacques Ier                  | fils                     | 2 février 1208 sa naissance                | 12 septembre 1213 son avènement                       | 5 ans, 7 mois et 10 jours  |                                                                            | Pierre II (25 avril 1196 - 12 septembre 1213)     |
|                                                                                     | Raimond-Bérenger, comte de Provence        | cousin                   | 12 septembre 1213 avènement de son cousin  | vers 1222 naissance de son cousin                     | environ 9 ans              | Ferdinand, abbé de Montearagón son oncle                                   | Jacques Ier (12 septembre 1213 - 27 juillet 1276) |
|                                                                                     | Alphonse                                   | fils                     | vers 1222 sa naissance                     | 26 mars 1260 son décès                                | environ 38 ans             | Raimond-Bérenger, comte de Provence son cousin (vers 1222 - vers 1240)     | Jacques Ier (12 septembre 1213 - 27 juillet 1276) |
| Pierre son demi-frère (vers 1240 - 26 mars 1260)                                    | Alphonse                                   | fils                     | vers 1222 sa naissance                     | 26 mars 1260 son décès                                | environ 38 ans             |                                                                            | Jacques Ier (12 septembre 1213 - 27 juillet 1276) |
|                                                                                     | Pierre futur Pierre III                    | fils                     | 26 mars 1260 décès de son demi-frère       | 27 juillet 1276 son avènement                         | 16 ans, 4 mois et 1 jour   | Jacques son frère (26 mars 1260 - 4 novembre 1265)                         | Jacques Ier (12 septembre 1213 - 27 juillet 1276) |
| Alphonse son fils (4 novembre 1265 - 27 juillet 1276)                               | Pierre futur Pierre III                    | fils                     | 26 mars 1260 décès de son demi-frère       | 27 juillet 1276 son avènement                         | 16 ans, 4 mois et 1 jour   |                                                                            | Jacques Ier (12 septembre 1213 - 27 juillet 1276) |
|                                                                                     | Alphonse futur Alphonse III                | fils                     | 27 juillet 1276 avènement de son père      | 11 novembre 1285 son avènement                        | 9 ans, 3 mois et 15 jours  | Jacques son frère                                                          | Pierre III (27 juillet 1276 - 11 novembre 1285)   |
|                                                                                     | Jacques, roi de Sicile futur Jacques II    | frère                    | 11 novembre 1285 avènement de son frère    | 18 juin 1291 son avènement                            | 5 ans, 7 mois et 7 jours   | Frédéric son frère                                                         | Alphonse III (11 novembre 1285 - 18 juin 1291)    |
|                                                                                     | Frédéric, roi de Sicile                    | frère                    | 18 juin 1291 avènement de son frère        | 29 septembre 1296 naissance de son neveu              | 5 ans, 3 mois et 11 jours  | Pierre son frère (18 juin 1291 - 25 août 1296)                             | Jacques II (18 juin 1291 - 2 novembre 1327)       |
| Jacques, roi de Majorque son oncle (25 août - 29 septembre 1296)                    | Frédéric, roi de Sicile                    | frère                    | 18 juin 1291 avènement de son frère        | 29 septembre 1296 naissance de son neveu              | 5 ans, 3 mois et 11 jours  |                                                                            | Jacques II (18 juin 1291 - 2 novembre 1327)       |
|                                                                                     | Jacques                                    | fils                     | 29 septembre 1296 sa naissance             | 22 décembre 1319 renonce à ses droits à la succession | 23 ans, 2 mois et 23 jours | Frédéric, roi de Sicile son oncle (29 septembre 1296 - janvier 1299)       | Jacques II (18 juin 1291 - 2 novembre 1327)       |
| Alphonse, comte d'Urgell son frère (janvier 1299 - 22 décembre 1319)                | Jacques                                    | fils                     | 29 septembre 1296 sa naissance             | 22 décembre 1319 renonce à ses droits à la succession | 23 ans, 2 mois et 23 jours |                                                                            | Jacques II (18 juin 1291 - 2 novembre 1327)       |
|                                                                                     | Alphonse, comte d'Urgell futur Alphonse IV | fils                     | 22 décembre 1319 renonciation de son frère | 2 novembre 1327 son avènement                         | 7 ans, 10 mois et 11 jours | Pierre son fils                                                            | Jacques II (18 juin 1291 - 2 novembre 1327)       |
|                                                                                     | Pierre futur Pierre IV                     | fils                     | 2 novembre 1327 avènement de son père      | 24 janvier 1336 son avènement                         | 8 ans, 2 mois et 22 jours  | Jacques, comte d'Urgell son frère                                          | Alphonse IV (2 novembre 1327 - 24 janvier 1336)   |
|                                                                                     | Jacques, comte d'Urgell                    | frère                    | 24 janvier 1336 avènement de son frère     | 28 avril 1347 naissance de son neveu                  | 11 ans, 3 mois et 4 jours  | Ferdinand, marquis de Tortosa son demi-frère (24 janvier 1336 - vers 1340) | Pierre IV (24 janvier 1336 - 5 janvier 1387)      |
| Pierre son fils (vers 1340 - 28 avril 1347)                                         | Jacques, comte d'Urgell                    | frère                    | 24 janvier 1336 avènement de son frère     | 28 avril 1347 naissance de son neveu                  | 11 ans, 3 mois et 4 jours  |                                                                            | Pierre IV (24 janvier 1336 - 5 janvier 1387)      |
|                                                                                     | Pierre                                     | fils                     | 28 avril 1347 sa naissance                 | 28 avril 1347 son décès                               | moins d’un jour            | Jacques, comte d'Urgell son oncle                                          | Pierre IV (24 janvier 1336 - 5 janvier 1387)      |
|                                                                                     | Jacques, comte d'Urgell                    | frère                    | 28 avril 1347 décès de son neveu           | 15 novembre 1347 son décès                            | 6 mois et 18 jours         | Pierre son fils                                                            | Pierre IV (24 janvier 1336 - 5 janvier 1387)      |
|                                                                                     | Pierre, comte d'Urgell                     | neveu                    | 15 novembre 1347 décès de son père         | 27 décembre 1350 naissance de son cousin              | 3 ans, 1 mois et 12 jours  | Ferdinand, marquis de Tortosa son oncle                                    | Pierre IV (24 janvier 1336 - 5 janvier 1387)      |
|                                                                                     | Jean, duc de Gérone futur Jean Ier         | frère                    | 27 décembre 1350 sa naissance              | 5 janvier 1387 son avènement                          | 36 ans et 9 jours          | Pierre, comte d'Urgell son cousin (27 décembre 1350 - 29 juillet 1356)     | Pierre IV (24 janvier 1336 - 5 janvier 1387)      |
| Martin son frère (29 juillet 1356 - 24 juin 1374)                                   | Jean, duc de Gérone futur Jean Ier         | frère                    | 27 décembre 1350 sa naissance              | 5 janvier 1387 son avènement                          | 36 ans et 9 jours          |                                                                            | Pierre IV (24 janvier 1336 - 5 janvier 1387)      |
| Jacques son fils (24 juin - 22 août 1374)                                           | Jean, duc de Gérone futur Jean Ier         | frère                    | 27 décembre 1350 sa naissance              | 5 janvier 1387 son avènement                          | 36 ans et 9 jours          |                                                                            | Pierre IV (24 janvier 1336 - 5 janvier 1387)      |
| Martin son frère (22 août 1374 - 23 juillet 1376)                                   | Jean, duc de Gérone futur Jean Ier         | frère                    | 27 décembre 1350 sa naissance              | 5 janvier 1387 son avènement                          | 36 ans et 9 jours          |                                                                            | Pierre IV (24 janvier 1336 - 5 janvier 1387)      |
| Jean son fils (23 - 31 juillet 1376)                                                | Jean, duc de Gérone futur Jean Ier         | frère                    | 27 décembre 1350 sa naissance              | 5 janvier 1387 son avènement                          | 36 ans et 9 jours          |                                                                            | Pierre IV (24 janvier 1336 - 5 janvier 1387)      |
| Martin son frère (31 juillet 1376 - 9 septembre 1377)                               | Jean, duc de Gérone futur Jean Ier         | frère                    | 27 décembre 1350 sa naissance              | 5 janvier 1387 son avènement                          | 36 ans et 9 jours          |                                                                            | Pierre IV (24 janvier 1336 - 5 janvier 1387)      |
| Alphonse son fils (9 septembre 1377)                                                | Jean, duc de Gérone futur Jean Ier         | frère                    | 27 décembre 1350 sa naissance              | 5 janvier 1387 son avènement                          | 36 ans et 9 jours          |                                                                            | Pierre IV (24 janvier 1336 - 5 janvier 1387)      |
| Martin son frère (9 septembre 1377 - 22 mars 1382)                                  | Jean, duc de Gérone futur Jean Ier         | frère                    | 27 décembre 1350 sa naissance              | 5 janvier 1387 son avènement                          | 36 ans et 9 jours          |                                                                            | Pierre IV (24 janvier 1336 - 5 janvier 1387)      |
| Jacques son fils (22 mars 1382 - 5 janvier 1387)                                    | Jean, duc de Gérone futur Jean Ier         | frère                    | 27 décembre 1350 sa naissance              | 5 janvier 1387 son avènement                          | 36 ans et 9 jours          |                                                                            | Pierre IV (24 janvier 1336 - 5 janvier 1387)      |
|                                                                                     | Jacques, duc de Gérone                     | fils                     | 5 janvier 1387 avènement de son père       | 1er septembre 1388 son décès                          | 1 an, 7 mois et 27 jours   | Martin, duc de Montblanc son oncle                                         | Jean Ier (5 janvier 1387 - 19 mai 1396)           |
|                                                                                     | Martin, duc de Montblanc futur Martin Ier  | frère                    | 1er septembre 1388 décès de son neveu      | 18 mars 1389 naissance de son neveu                   | 6 mois et 17 jours         | Martin son fils                                                            | Jean Ier (5 janvier 1387 - 19 mai 1396)           |
|                                                                                     | Ferdinand, duc de Gérone                   | fils                     | 18 mars 1389 sa naissance                  | octobre 1389 son décès                                | environ 7 mois             | Martin, duc de Montblanc son oncle                                         | Jean Ier (5 janvier 1387 - 19 mai 1396)           |
|                                                                                     | Martin, duc de Montblanc futur Martin Ier  | frère                    | octobre 1389 décès de son neveu            | 13 janvier 1394 naissance de son neveu                | environ 4 ans et 3 mois    | Martin, roi de Sicile son fils                                             | Jean Ier (5 janvier 1387 - 19 mai 1396)           |
|                                                                                     | Pierre, duc de Gérone                      | fils                     | 13 janvier 1394 sa naissance               | 13 janvier 1394 son décès                             | moins d’un jour            | Martin, duc de Montblanc son oncle                                         | Jean Ier (5 janvier 1387 - 19 mai 1396)           |
|                                                                                     | Martin, duc de Montblanc futur Martin Ier  | frère                    | 13 janvier 1394 décès de son neveu         | 19 mai 1396 son avènement                             | 2 ans, 4 mois et 6 jours   | Martin, roi de Sicile son fils                                             | Jean Ier (5 janvier 1387 - 19 mai 1396)           |
|                                                                                     | Martin, roi de Sicile                      | fils                     | 19 mai 1396 avènement de son père          | 25 juillet 1409 son décès                             | 13 ans, 2 mois et 6 jours  | Pierre, comte d'Urgell son cousin (19 mai 1396 - 17 novembre 1398)         | Martin Ier (19 mai 1396 - 31 mai 1410)            |
| Pierre son fils (17 novembre 1398 - 8 novembre 1400)                                | Martin, roi de Sicile                      | fils                     | 19 mai 1396 avènement de son père          | 25 juillet 1409 son décès                             | 13 ans, 2 mois et 6 jours  |                                                                            | Martin Ier (19 mai 1396 - 31 mai 1410)            |
| Pierre, comte d'Urgell son cousin (8 novembre 1400 - 17 décembre 1406)              | Martin, roi de Sicile                      | fils                     | 19 mai 1396 avènement de son père          | 25 juillet 1409 son décès                             | 13 ans, 2 mois et 6 jours  |                                                                            | Martin Ier (19 mai 1396 - 31 mai 1410)            |
| Martin son fils (17 décembre 1406 - août 1407)                                      | Martin, roi de Sicile                      | fils                     | 19 mai 1396 avènement de son père          | 25 juillet 1409 son décès                             | 13 ans, 2 mois et 6 jours  |                                                                            | Martin Ier (19 mai 1396 - 31 mai 1410)            |
| Pierre, comte d'Urgell son cousin (août 1407 - juin 1408)                           | Martin, roi de Sicile                      | fils                     | 19 mai 1396 avènement de son père          | 25 juillet 1409 son décès                             | 13 ans, 2 mois et 6 jours  |                                                                            | Martin Ier (19 mai 1396 - 31 mai 1410)            |
| Jacques, comte d'Urgell son cousin (juin 1408 - 25 juillet 1409)                    | Martin, roi de Sicile                      | fils                     | 19 mai 1396 avènement de son père          | 25 juillet 1409 son décès                             | 13 ans, 2 mois et 6 jours  |                                                                            | Martin Ier (19 mai 1396 - 31 mai 1410)            |
|                                                                                     | Jacques, comte d'Urgell                    | cousin                   | 25 juillet 1409 décès de son cousin        | 31 mai 1410 début de l'Interrègne aragonais           | 10 mois et 6 jours         | Alphonse, duc de Gandie son cousin                                         | Martin Ier (19 mai 1396 - 31 mai 1410)            |

### Maison de Trastamare (1412-1516)
| Héritier                                                            | Héritier                                        | Parenté avec le monarque | Devient héritier                          | Cesse d'être héritier                      | Durée                      | 2e dans l'ordre de succession parenté avec l'héritier, dates        | Nom du monarque dates de règne                   |
| Portrait                                                            | Nom                                             | Parenté avec le monarque | Devient héritier                          | Cesse d'être héritier                      | Durée                      | 2e dans l'ordre de succession parenté avec l'héritier, dates        | Nom du monarque dates de règne                   |
| ------------------------------------------------------------------- | ----------------------------------------------- | ------------------------ | ----------------------------------------- | ------------------------------------------ | -------------------------- | ------------------------------------------------------------------- | ------------------------------------------------ |
|                                                                     | Alphonse, prince de Gérone futur Alphonse V     | fils                     | 28 juin 1412 avènement de son père        | 2 avril 1416 son avènement                 | 3 ans, 9 mois et 5 jours   | Jean, duc de Montblanc son frère                                    | Ferdinand Ier (28 juin 1412 - 2 avril 1416)      |
|                                                                     | Jean, duc de Montblanc futur Jean II            | frère                    | 2 avril 1416 avènement de son frère       | 27 juin 1458 son avènement                 | 42 ans, 2 mois et 25 jours | Henri son frère (2 avril 1416 - 29 mai 1421)                        | Alphonse V (2 avril 1416 - 27 juin 1458)         |
| Charles, duc de Gandie son fils (29 mai 1421 - 27 juin 1458)        | Jean, duc de Montblanc futur Jean II            | frère                    | 2 avril 1416 avènement de son frère       | 27 juin 1458 son avènement                 | 42 ans, 2 mois et 25 jours |                                                                     | Alphonse V (2 avril 1416 - 27 juin 1458)         |
|                                                                     | Charles, prince de Gérone                       | fils                     | 27 juin 1458 avènement de son père        | 23 septembre 1461 son décès                | 3 ans, 2 mois et 27 jours  | Ferdinand, duc de Montblanc son demi-frère                          | Jean II (27 juin 1458 - 19 janvier 1479)         |
|                                                                     | Ferdinand, prince de Gérone future Ferdinand II | fils                     | 23 septembre 1461 décès de son demi-frère | 19 janvier 1479 son avènement              | 17 ans, 3 mois et 27 jours | Henri, duc de Segorbe son cousin (23 septembre 1461 - 30 juin 1478) | Jean II (27 juin 1458 - 19 janvier 1479)         |
| Jean, prince des Asturies son fils (30 juin 1478 - 19 janvier 1479) | Ferdinand, prince de Gérone future Ferdinand II | fils                     | 23 septembre 1461 décès de son demi-frère | 19 janvier 1479 son avènement              | 17 ans, 3 mois et 27 jours |                                                                     | Jean II (27 juin 1458 - 19 janvier 1479)         |
|                                                                     | Jean, prince de Gérone                          | fils                     | 19 janvier 1479 avènement de son père     | 4 octobre 1497 son décès                   | 18 ans, 8 mois et 15 jours | Isabelle, reine de Portugal sa sœur                                 | Ferdinand II (19 janvier 1479 - 23 janvier 1516) |
|                                                                     | Isabelle, reine de Portugal                     | fille                    | 4 octobre 1497 décès de son frère         | 23 août 1498 son décès                     | 10 mois et 19 jours        | Jeanne, duchesse de Bourgogne sa sœur                               | Ferdinand II (19 janvier 1479 - 23 janvier 1516) |
|                                                                     | Michel de Portugal, prince de Gérone            | petit-fils               | 23 août 1498 sa naissance                 | 19 juillet 1500 son décès                  | 1 an, 10 mois et 26 jours  | Jeanne, duchesse de Bourgogne sa tante                              | Ferdinand II (19 janvier 1479 - 23 janvier 1516) |
|                                                                     | Jeanne, princesse de Gérone future Jeanne Ire   | fille                    | 19 juillet 1500 décès de son neveu        | 3 mai 1509 naissance de son demi-frère     | 8 ans, 9 mois et 14 jours  | Charles son fils                                                    | Ferdinand II (19 janvier 1479 - 23 janvier 1516) |
|                                                                     | Jean, prince de Gérone                          | fils                     | 3 mai 1509 sa naissance                   | 3 mai 1509 son décès                       | moins d’un jour            | Jeanne, reine de Castille sa demi-sœur                              | Ferdinand II (19 janvier 1479 - 23 janvier 1516) |
|                                                                     | Jeanne, princesse de Gérone future Jeanne Ire   | fille                    | 3 mai 1509 décès de son demi-frère        | 23 janvier 1516 son avènement              | 6 ans, 8 mois et 20 jours  | Charles son fils                                                    | Ferdinand II (19 janvier 1479 - 23 janvier 1516) |
|                                                                     | Charles, prince de Gérone futur Charles Ier     | fils                     | 23 janvier 1516 avènement de sa mère      | 14 mars 1516 création du royaume d'Espagne | 1 mois et 20 jours         | Ferdinand son frère                                                 | Jeanne Ire (23 janvier - 14 mars 1516)           |